# Plesiolebias lacerdai
Plesiolebias lacerdai är en fiskart som beskrevs av Costa, 1989. Plesiolebias lacerdai ingår i släktet Plesiolebias och familjen Rivulidae. Inga underarter finns listade i Catalogue of Life.